# نبرد در دریاچه چانگ‌جین
نبرد در دریاچه چانگ‌جین (به انگلیسی: The Battle at Lake Changjin) یک فیلم جنگی از کشور چین محصول سال ۲۰۲۱ با کارگردانی چن کایگه، تسویی هارک و دانته لام است. این فیلم توسط لن شیاولانگ و هوانگ جیانشین نوشته و توسط یو دونگ تولید شده‌است و ستارگان آن وو جینگ و جکسون یی هستند.
نبرد در دریاچه چانگ‌جین با بودجه ۲۰۰ میلیون دلاری پرهزینه‌ترین فیلمی است که تا به امروز در چین ساخته شده‌است. داستان این فیلم را بخش تبلیغات حزب کمونیست چین راه‌اندازی کرده و این فیلم در یکصدمین سالگرد حزب کمونیست چین منتشر شد. برخی از منابع این فیلم را به عنوان یک فیلم پروپاگاندا توصیف کرده‌اند.
نبرد در دریاچه چانگ‌جین با ۹۰۵٫۸ میلیون دلار فروش در گیشه به دومین فیلم پرفروش سال ۲۰۲۱؛ پرفروش‌ترین فیلم تاریخ چین؛ و پرفروش‌ترین فیلم غیر انگلیسی تبدیل شد.
قسمت دوم این فیلم با عنوان نبرد در دریاچه چانگ‌جین ۲ در ۱ فوریه ۲۰۲۲ اکران شد.

## داستان
«نبرد در دریاچه چانگ‌جین که در مرحله دوم حمله در طول جنگ کره اتفاق می‌افتد، یک داستان حماسی تاریخی را روایت می‌کند: ۷۱ سال پیش، ارتش داوطلب مردمی (PVA) برای نبرد وارد کره شمالی شد. تحت شرایط یخبندان شدید، نیروهای جبهه شرقی با روحیه بی‌باک و اراده آهنین این شرایط سخت را سپری کرده و سپس شجاعانه با دشمن در دریاچه چانگجین (همچنین به عنوان نبرد مخزن چوسین شناخته می‌شود) جنگیدند. این نبرد نقطه عطفی در جنگ کره بود و شجاعت و عزم PVA را نشان داد.

## بازیگران
- وو جینگ - در نقش وو چیانلی،[چ] فرمانده شرکت ۷.
- جکسون یی - در نقش وو وانلی،[ح] سرباز توپخانه جوخه از شرکت ۷، برادر کوچکتر از وو چیانلی.[خ]
- دوان ییهونگ در نقش تان زیوی، فرمانده گردان ۳.
- ژو یون در نقش مه شنگ، مربی سیاسی شرکت ۷.
- لی چن در نقش یو کنگرونگ، رهبر جوخه از شرکت ۷.
- هو جون در نقش لی سویشنگ، رهبر جوخه توپخانه از شرکت ۷.
- الویس هان در نقش پینگ او، یک تک‌تیرانداز در شرکت ۷.
- ژانگ هانیو در نقش سونگ شیلون معاون فرمانده ارتش داوطلب خلق، فرمانده و کمیسر سیاسی گروه ارتش ۹.
- هوانگ ژوان در نقش مو انینگ فرزند مائو تسه‌تونگ دبیر ستاد داوطلبانه ارتش خلق.
- اوهو در نقش یانگ گانسی، فرمانده شرکت ۳ هنگ ۱۷۲ از لشکر ۵۸ از ارتش ۲۰.
- جیمز فیلبرد در نقش داگلاس مک‌آرتور فرمانده کل سازمان ملل متحد.
- تانگ گوآچیانگ در نقش مو زدونگ، رئیس حزب کمونیست چین، رئیس کمیسیون دولت مرکزی خلق و رئیس کمیسیون نظامی انقلابی دولت مرکزی خلق.
- ژو ژیاوبین در نقش پنگ دهای فرمانده و کمیسر سیاسی ارتش داوطلب خلق و معاون رئیس ارتش انقلابی خلق.
- لین یونگجیان در نقش دنگ هوا معاون اول فرمانده و معاون اول کمیسر سیاسی ارتش داوطلب خلق.
- وانگ ووفو در نقش چو ته منشی از دبیرخانه حزب کمونیست چین معاون کمیسیون دولتی خلق مرکزی و معاون کمیسیون نظامی انقلابی دولت مرکزی خلق.
- لیو شا در نقش لیو شائوچی دبیر دبیرخانه حزب کمونیست چین معاون کمیسیون نظامی انقلابی دولت مرکزی خلق.
- لیو جینگ در نقش جئو ئن لای دبیرخانه حزب کمونیست چین، نخست‌وزیر جمهوری خلق چین، وزیر امور خارجه و معاون کمیسیون نظامی انقلابی دولت خلق مرکزی.
- لو چی در نقش دنگ شیائوپینگ معاون کمیته اداری نظامی جنوب غربی و کمیسر سیاسی منطقه نظامی جنوب غربی.
- کوین لی

## بازخورد

### فروش گیشه
نبرد در دریاچه چانگ‌جین تا ۲۶ دسامبر ۲۰۲۱ در مجموع ۹۰۵٫۸ میلیون دلار فروش کرد، که به پرفروش‌ترین فیلم تاریخ چین و دومین فیلم پرفروش ۲۰۲۱ تبدیل شده‌است. نبرد در دریاچه چانگ‌جین در دو روز اول انتشار در مجموع ۸۲ میلیون دلار کسب کرد و در ۲ اکتبر به ۱٫۰۱۲ میلیارد یوان (۱۵۵٫۱۲ میلیون دلار) رسید. از ۳ اکتبر این رقم به ۱٫۵ میلیارد یوان (۲۳۳ میلیون دلار) رسید. این فیلم در پنج روز اول خود در مجموع ۲ میلیارد یوان (۳۱۰٫۳ میلیون دلار) فروش کرد. از ساعت ۲۱:۱۹ بعد از ظهر ۶ اکتبر این فیلم بیش از ۳ میلیارد یوان (۴۶۵٫۴۶ میلیون دلار) به فروش رسیده و تبدیل به سیزدهمین فیلم در گیشه با بیش از ۳ میلیارد یوان در تاریخ سینمای چین شد. این فیلم در ظرف نه روز ۵۵۵٫۳ میلیون دلار فروش کرد.

### پاسخ انتقادی و مخاطبین
در وبگاه جمع‌آوری نقد راتن تومیتوز، ٪۳۶ از ۱۱ بررسی منتقدان مثبت است و میانگینِ امتیاز آن ۵٫۱/۱۰ است. نبرد در دریاچه چانگ‌جین نمرات مثبتی را در میان فیلم‌سازان چینی دریافت کرد؛ از جمله امتیاز ۹٫۵ در مایان و ۷٫۶ در دوگان. گلوبال تایمز یک نشریهٔ روزانه متعلق به حزب کمونیست چین گفت: «احساس ملی نمایش داده شده در فیلم منعکس‌کنندهٔ افزایش احساسات عمومی در حفاظت از منافع ملی در مقابل تحریکاتی است که پیامدهای زیادی برای رقابت امروزی بین چین و ایالات متحده دارد.»
سان هونگیون، دانشیار در آکادمی فیلم پکن این فیلم را به عنوان «یک تبانی فوق‌العاده و کامل از پروپاگاندای سرمایه‌داری و سیاسی» توصیف کرد.

## مجادلات و انتقادات
یک مقاله در نیویورک تایمز این فیلم را به عنوان یک فیلم تحت حمایت دولت چین معرفی کرد و بیان کرد که به نظر می‌رسد این فیلم با مردم چین در زمان تنش در روابط ایالات متحده و چین طنین‌انداز شده و با وجود «بررسی‌های مختلط، مدت زمان بسیار بالای فیلم و خطاهای فنی از تاریخ نظامی، از احساسات ملی‌گرایانه که توسط رهبر چین، شی جین پینگ، پرورش داده‌است، بهره‌برداری می‌کند» و تأکید کرد که تا چه حد حزب کمونیست چین برای شکل‌دادن فرهنگ عامه تعیین شده‌است.
پس از انتشار فیلم، لو چانگ‌پینگ روزنامه‌نگار سابق چینی توسط پلیس دستگیر شد؛ پیش از آن شکایت‌های متعددی بر علیه او به پلیس به دلیل پست‌های اینترنتی‌اش در سینا ویبو گزارش شده بود. او مدعی بود که سربازانی که در آن جنگ کشته شده بودند «احمق» بودند، از این رو از سوی هزاران نفر از کاربران رسانه‌های اجتماعی مورد انتقاد قرار گرفت.

### اشتباهات تاریخی
دویچه وله گزارش داد که این فیلم خشم عمومی را در کرهٔ جنوبی برانگیخته است و مردم این فیلم را «پروپاگاندا و پر از اشتباهات تاریخی می‌نامند.» را جونگ ییل دیپلمات سابق کره جنوبی این فیلم را «مزخرف» و «ماست‌مالی» نامید و آن را متهم کرد که تلاش برای تغییر روایت وقایع در طول جنگ کره دارد. به دلیل این واکنش، این فیلم در کرهٔ جنوبی اکران نشد.

## یادداشت
1. ↑  Lan Xiaolong
2. ↑  Zhiyi Wang
3. ↑  Pan Luo
4. ↑  Distribution Workshop
5. ↑  CMC Pictures
6. ↑  Battle of Chosin Reservoir
7. ↑  Wu Qianli
8. ↑  Wu Wanli
9. ↑  Wu Qianli